# Von Spitzbuben und anderen Halunken
Von Spitzbuben und anderen Halunken è il secondo album in studio del gruppo folk rock tedesco Schandmaul, pubblicato il 28 novembre 2001 dalla F.A.M.E. Records.

## Tracce
1. Herren der Winde – 3:49
2. Der junge Sigfrid – 5:06
3. Die letzte Tröte – 3:22
4. Eine Waldmär – 3:55
5. Powerdudler – 3:37
6. Die goldene Kette – 5:26
7. Gebt Acht! – 3:14
8. Der letzte Tanz – 3:59
9. Frühlingstanz – 3:04
10. Der Talisman – 4:19
11. Der Tropfen – 3:21
12. Henkersmahlzeit – 3:34

## Formazione
- Thomas Lindner – voce, chitarra acustica, fisarmonica, percussioni
- Hubsi Widmann – basso, mandolino, ghironda, cori
- Birgit Muggenthaler – flauti, ciaramella, cornamusa, percussioni, cori
- Martin Duckstein – chitarra elettrica, chitarra acustica, chitarra classica, cori
- Anna Kränzlein – violino, ghironda, cori
- Stefan Brunner – batteria, percussioni, cori